# Grad Rozafa
Grad Rozafa (albansko Kalaja e Rozafës), znan tudi kot Skadrski grad (albansko Kalaja e Shkodrës) je grad v bližini mesta Skader v severozahodni Albaniji. Dviga se na skalnatem griču, 130 metrov nad morsko gladino, obkrožen z rekama Bojana in Drim.

## Zgodovina

### Antika
Zaradi svoje strateške lege je bil hrib poseljen že v antiki. Bil je ilirska trdnjava v času vladavine Labeatov in Ardijejcev, katerih prestolnica je bila Scodra.
Med tretjo ilirsko vojno je ilirski kralj Gencij zbral svoje sile v Scodri. Ko ga je napadla rimska vojska pod vodstvom L. Anicija Gala, je Gencij pobegnil v mesto in bil tam ujet v upanju, da bo njegov brat Karavancij vsak trenutek prišel z veliko vojsko, a se to ni zgodilo. Po porazu je Gencij poslal dva ugledna plemenska voditelja, Tevtika in Bellusa, kot odposlanca za pogajanja z rimskim poveljnikom. Tretji dan premirja se je Gencij predal Rimljanom, bil je priprt in poslan v Rim. Rimska vojska je korakala severno od Skadrskega jezera, kjer je pri Meteonu ujela Gencijevo ženo, kraljico Etuto, njegovega brata Karavancija, njegova sinova Skerdilaida in Pleurata skupaj z vodilnimi Iliri.
Padec Ardijejskega kraljestva leta 168 pr. n. št. Tit Livij prenaša na ceremonialni način Anicijeve zmage v Rimu:
V nekaj dneh je tako na kopnem kot na morju premagal pogumno ilirsko pleme, ki se je zanašalo na svoje poznavanje lastnega ozemlja in utrdb.

### Srednji vek in osmansko obdobje
Nemški pisatelj in raziskovalec iz 19. stoletja Johann Georg von Hahn je namignil, da je bilo starodavno in srednjeveško mesto Skader neposredno južno od hriba Rozafa, med hribom in sotočjem Bojane in Drima. Utrdbe, kakršne so se ohranile do danes, so večinoma beneškega izvora.
Znotraj gradu so ruševine beneške katoliške cerkve iz 13. stoletja, ki jo znanstveniki štejejo za stolnico sv. Štefana, ki se je po obleganju Skadra v 15. stoletju, ko je mesto zavzelo Osmansko cesarstvo, spremenila v mošejo sultana Fatiha Mehmeta.
Grad je bil prizorišče več znanih obleganj, vključno z obleganjem Skadra v letih 1478–79 in obleganjem Skadra v letih 1912–13. Grad in njegova okolica tvorita Arheološki park Albanije.

## Legenda
Razširjeno legendo o žrtvovanju in zazidavi ženske pri gradnji tradicionalno ustno prenašajo Albanci in jo povezujejo z gradnjo gradu Rozafa.
Zgodba pripoveduje o treh bratih, ki so se podali graditi grad. Delali so ves dan, ponoči pa so se temeljni zidovi porušili. Srečali so modrega starca, za katerega se je zdelo, da pozna rešitev problema, in jih je vprašal, ali so poročeni. Ko so trije bratje odgovorili pritrdilno, je starec rekel:
Če res želite dokončati grad, morate priseči, da svojim ženam ne boste nikoli povedali tega, kar vam bom zdaj povedal. Ženo, ki vam jutri prinese hrano, morate živo zakopati v zid gradu. Le tako bodo temelji ostali na mestu in trajali večno.
Trije bratje so prisegli, da ne bodo govorili s svojimi ženami o tem, kar se je zgodilo. Vendar sta najstarejša brata prelomila obljubo in tiho povedala svojima ženama vse, pošteni najmlajši brat pa je obdržal svojo besedo in nič rekel. Mati treh bratov o njunem dogovoru ni vedela nič in ko je naslednjega dne ob kosilu prosila snahe, naj prinesejo kosilo delavcem, sta dve z izgovorom zavrnili. Bratje so nestrpno čakali, katera žena nosi košaro s hrano. Bila je Rozafa, žena najmlajšega brata, ki je svojega mlajšega sina pustila doma. Najmlajši brat ji je jezen razložil, v čem je posel, da jo bodo žrtvovali in zakopali v obzidje gradu, da bodo lahko dokončali gradnjo, ona pa ni ugovarjala, ampak je bila v skrbeh za svojega sinčka:
Imam samo eno prošnjo. Ko me obzidaš, pusti luknjo za moje desno oko, za mojo desno roko, za desno nogo in za desno dojko. Imam majhnega sina. Ko bo začel jokati, ga bom razveselila z desnim očesom, z desnico ga bom tolažila, z desno nogo ga bom uspavala in z desno dojko napojila. Naj se moje prsi okamenijo in grad cveti. Naj moj sin postane velik junak, vladar sveta. 
Ena izmed najbolj znanih različic legende je srbska epska pesem Zidanje Skadra, ki jo je objavil Vuk Karadžić, potem ko je zapisal ljudsko pesem, ki jo je zapel hercegovski pravljičar Stari Raško. Različica pesmi v srbskem jeziku je najstarejša zabeležena različica legende in prva, ki si je prislužila literarno slavo. Tri brate v legendi so zastopali člani družine Mrnjavčević, Vukašin, Uglješa in Gojko. Leta 1824 je Karadžić poslal izvod svoje zbirke ljudskih pesmi Jakobu Grimmu, ki ga je pesem še posebej navdušila. Grimm jo je prevedel v nemščino in jo opisal kot »eno najbolj ganljivih pesmi vseh narodov in vseh časov«. Johann Wolfgang von Goethe je objavil nemški prevod, vendar se ni strinjal z Grimmovim mnenjem, ker se mu je zdel duh pesmi »vraževerno barbarski«. Alan Dundes, slavni folklorist, je ugotovil, da je Grimmovo mnenje prevladalo in da balado še naprej občudujejo generacije ljudskih pevcev in učenjakov balad.

## Turizem
| Obdobje | Obiskovalcev |
| 2016    | 38.631       |
| 2017    | Okoli 50.000 |

## Galerija
- Osrednji del gradu
- V notranjosti gradu
- Minaret mošeje Sultana Mehmeta Fatiha
- Stena, poraščena s travo
- Grad Rozafa leta 1863
- Pogled na reko Bojano z grajskega obzidja
- Ruševine gradu
- Upodobitev gradu na hrbtni strani bankovca za 1 lek iz leta 1964